# Mike Seeger
Mike Seeger (født 15. august 1933, død 7. august 2009) var amerikansk folkemusiker. Han var en kendt sanger og musiker, som blandt andet spillede på banjo, violin, guitar, mundharpe og mandolin og har produceret mere end 30 dokumentariske optagelser og udført mere end 40 andre.
Seeger var halvbror til Pete Seeger.

## Biografi
Som 20-årig begyndte Seeger med båndoptager at indsamle sange af traditionelle musikere i USA. Folkemusikere som Lead Belly, Woody Guthrie og John Jacob Niles var hyppige gæster i Seegers hjem. 
I 1958 var han i New York City medstifter af New Lost City Ramblers. De andre var bl.a. John Cohen og Tom Paley. Paley forlod senere gruppen og blev erstattet af Tracy Schwarz. New Lost City Ramblers var direkte påvirket af talrige musikere de næste år.
Seeger modtog seks Grammy-nomineringer og fik fire gange tilskud fra National Endowment for Kunst. Hans indflydelse på folkemusik blev beskrevet i Bob Dylans selvbiografi, Bind One. 
Seeger døde i sit hjem i Lexington i Virginia, da han ophørte med en cancerbehandling.